# William Dawes (Gouverneur)
William Dawes (* 1762 in Portsmouth, Hampshire, Großbritannien; † 1836 auf Antigua) war ein Marineoffizier der Royal Marines, Astronom, Ingenieur und Entdecker sowie Gouverneur in Sierra Leone und auf den Seychellen. Er war ein entschiedener Gegner der Sklaverei. William Dawes war der erste Europäer, der eine Sprache der Aborigines schriftlich dokumentierte und eine entsprechende Orthographie erstellte.

## Frühes Leben
William Dawes war das älteste Kind von Benjamin Dawes, einem Angestellten der britischen Militärverwaltung, und Elizabeth, geborene Sinnatt. Er schlug in seiner frühen Jugend eine militärische Laufbahn ein und wurde am 2. September 1777 im Alter von 17 Jahren zum Leutnant befördert. 1781 erlitt er im Amerikanischen Unabhängigkeitskrieg in der Seeschlacht vor der Chesapeake Bay zwischen einer britischen und einer französischen Flotte an Bord der HMS Resolution eine Verwundung.
Danach diente er bei den Royal Marines und reiste am 13. Mai 1787 von Portsmouth in England mit der First Fleet auf der HMS Sirius in die neu zu gründende Sträflingskolonie Australien. Auf dieser Seereise sollte er astronomische Beobachtungen machen und nach seiner Ankunft ein Observatorium aufbauen.

## Sträflingskolonie Australien
Nach seiner Ankunft in Sydney im Januar 1788 baute er das erste australische Observatorium auf. Das Gebiet wurde Dawes Point genannt, was heute ein Stadtteil von Sydney ist und die südlichen Pylone der Sydney Harbour Bridge beherbergt. Sein Auftrag war, einen Kometen zu beobachten, von dem angenommen wurde, dass er sich 1788 über die Südliche Hemisphäre hinweg bewegen sollte. Er machte zwar viele Beobachtungen, der gesuchte Komet erschien jedoch nicht.
Als Ingenieur schuf er an der Sydney Cove die ersten Artilleriestellungen der neuen Kolonie, plante und baute Gebäude für Farmen im Auftrag der Kolonialverwaltung und schuf Straßen und Kleingartenanlagen im Gebiet von Sydney und Parramatta.
Dawes beteiligte sich an verschiedenen Erkundungen der westlich von Sydney gelegenen Berge, die jenseits des Nepean River und der neuen Weideflächen lagen. Er unternahm den ersten Versuch eines Europäers zur Überquerung der Blue Mountains, vermaß Entfernungen und schuf erste Karten der Sträflingskolonie.
Dawes interessierte sich für das Leben und die Sprache der Aborigines vom Stamm der Eora und entwickelte dabei eine enge Freundschaft zur 15-jährigen Patyegarang. Sie hielt sich in seiner Behausung auf und diente ihm als Dolmetscherin, Sprachlehrerin und Dienerin – möglicherweise war sie auch seine Geliebte. Aus heutiger Sicht war William Dawes der erste Europäer, der schriftlich nicht nur eine Sprache der Aborigines in Listenform niederlegte, sondern auch eine Orthographie verfasste und ein Sprachtraining entwickelte.
Er beabsichtigte sich in Australien niederzulassen, wollte eine Position in der Kolonialverwaltung bekleiden und nebenbei Landwirtschaft betreiben. Im Oktober wurde ihm eine Anstellung als Ingenieur in der Kolonialverwaltung angeboten. Arthur Phillip, der Gouverneur der neuen Kolonie, erwartete allerdings vor seiner Zusage eine Entschuldigung bzw. Rücknahme einer Entscheidung betreffend der Verfügungsrechte der Sträflinge über ihre Essensrationen und die Teilnahme an einer Strafexpedition. Phillip nahm ihm übel, dass er sich einer Strafexpedition widersetzte, bei deren Ausführung zwecks Vergeltung zwei Aborigines getötet sowie zehn weitere gefangen genommen und enthauptet werden sollten. Dawes verweigerte seine Teilnahme und Phillip ließ ihn wegen militärischer Ungehorsamkeit arrestieren. Nach einem Gespräch mit Reverend Richard Johnson entschloss sich William Dawes dennoch teilzunehmen. Die Strafexpedition blieb erfolglos. Dawes entschuldigte sich nicht und verlor das Vertrauen von Phillip. Sein Gesuch, in der Sträflingskolonie zu siedeln, wurde abgelehnt und er wurde mit der ersten Gruppe von Royal Marines im Dezember 1791 auf der HMS Gorgon eingeschifft und nach Großbritannien zurücktransportiert.
Heute weiß man, dass Dawes der erste Europäer war, von dem berichtet wurde, dass er sich für Menschenrechte der Aborigines einsetzte.
Obwohl er in Großbritannien mehrmals seine Absicht äußerte, nach Australien als Siedler zurückzukehren, wurde seinem Vorhaben nicht entsprochen.

## Sierra Leone
In Großbritannien wurde er mit William Wilberforce bekannt, ein entschiedener Gegner des Sklavenhandels, der seine Gerechtigkeits- und religiösen Auffassungen teilte und ihn dazu bewegte, mit der Evangelikanischen Kirche zusammenzuarbeiten bzw. beizutreten. Im August 1792 kam er als Kanzler des Gouverneurs nach Sierra Leone, wo eine britische Kolonie mit befreiten Sklaven aufgebaut werden sollte.
In der ersten Zeit war er mit den Anordnungen und Handlungen des dortigen Gouverneurs Thomas Clarkson durchaus einverstanden. Allerdings beachteten die Siedler die offiziellen Anordnungen nicht entsprechend. Außerdem sollten sie aus den von ihnen in Besitz genommenen Gebieten umgesiedelt werden. Insbesondere diese Anordnung hatte Dawes im Auftrag der Kolonialverwaltung umzusetzen, die Widerstand hervorrief. Darüber hinaus verlor Dawes auch den Rückhalt bei seinem vorgesetzten Minister, der ihn bezichtigte, sein Agieren würde Aufstände bei den Siedlern hervorrufen. Unberechtigter Aufruhr entstand, als die Siedler annahmen, dass Dawes ihnen ihre Schießwaffen abnehmen werde, weil sie diese gegen das Personal der Kolonialverwaltung richten könnten.
Aufgrund dieser Auseinandersetzungen und seinen durch Stress entstandenen gesundheitlichen Problemen kehrte er im März 1794 nach Großbritannien zurück. Dort heiratete er 1794 Judith Rutter aus Portsea im Hampshire, mit der er eine Tochter und zwei Söhne hatte.
Trotz seiner damaligen Schwierigkeiten wurde er im Januar 1795 erneut als Gouverneur nach Sierra Leone entsandt. Diese Position bekleidete er bis zum März 1796.
Von Januar 1799 bis November 1800 war er Mathematiklehrer an der Christ’s Hospital School. In dieser Zeit trat er als Zeuge im House of Lords auf, wo er über seine Erfahrungen und seine Einschätzungen im Zusammenhang mit dem Sklavenhandel berichtete. Das House of Lords erließ im Juni 1799 gesetzliche Regelungen für den Sklavenhandel.
Im Zeitraum des ersten Vierteljahrs von 1801 kam er nun erneut als Gouverneur nach Sierra Leone, wo er bis zum Februar 1803 blieb. Anschließend bekleidete er die Gouverneurstelle auf den Seychellen.

## Spätes Leben
Als Dawes 1804 nach Großbritannien zurückkehrte, ließ er sich in Lambeth, einem Stadtteil von London, und später in Bledlow im Buckinghamshire nieder. In der Zeit von 1804 bis 1808 bildete er Missionare für die Christian Missionary Society aus.
William Wilberforce forderte Dawes auf, Initiativen gegen den Sklavenhandel in Antigua aufzunehmen. Dort kam er 1813 an, gründete Schulen für die Kinder von Sklaven und arbeitete als Korrespondent für christliche Missionszeitschriften. Er geriet 1826 allerdings in finanzielle Schwierigkeiten. Bei seinen Bemühungen um finanzielle Hilfe unterstützte ihn auch sein Freund Watkin Tench, mit dem er mit der First Fleet nach Australien gekommen war. Alle Gesuche, die er an staatliche Stellen richtete, blieben ergebnislos. William Dawes starb 1836 in Antigua.

## Nachwirken
Dawes wird in der Literatur als Mensch mit außergewöhnlichen Fähigkeiten und Charakter beschrieben. Ferner wird bedauert, dass es zu Zerwürfnissen zwischen Arthur Phillip und Dawes kam, da sie sich in ihren grundsätzlichen Vorstellungen einer Behandlung der Aborigines kaum unterschieden. Mollie Gillen stellte fest, dass William Dawes nie entsprechende Anerkennung, noch finanzielle Kompensation für seine wertvolle Arbeit erhalten habe.
In Kate Grenvilles Novelle The Lieutenant wird Dawes in der zentralen Figur Daniel Rooke dargestellt. Die Novelle basiert teilweise auf den Tagebüchern von William Dawes. Jane Rogers Novelle Promised Lands wirft auch in Teilen ein Bild auf das Leben von Dawes.